# Футзал

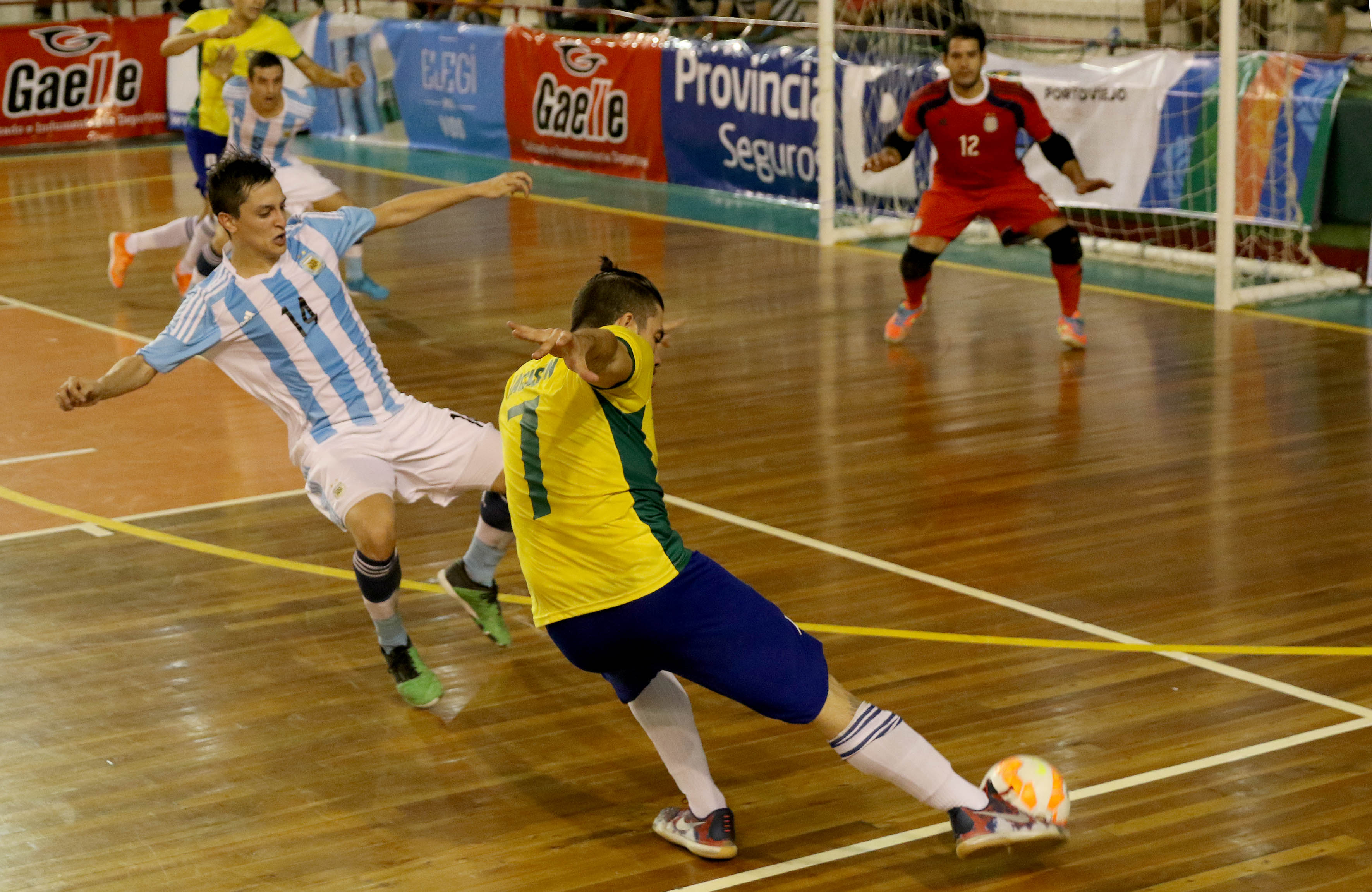
Матч між збірними Аргентини та Бразилії на Кубку Америки з футзалу FIFA 2015

Футза́л (від порт. futebol de salão та ісп. fútbol sala — «зальний футбол»)  — командна спортивна гра з м'ячем у залі за участі двох команд: 5 гравців у кожній, один з них воротар. На відміну від інших видів футболу (футбол на траві або шоубол, як його називають у Латинській Америці), гра відбувається на майданчику з твердим покриттям, позначеному лініями; не використовують щитки чи бортики. У футзалі користуються меншим за розміром м'ячем із меншим відскоком, ніж звичайний футбольний м'яч, який використовують у футболі та міні-футболі. У грі домінує імпровізація, креативність та техніка, контроль м'яча та передачі в обмеженому просторі. За правилами футзал нагадує футбол та міні-футбол.

## Історія
Футзал започаткували в Монтевідео, Уругвай, 1930 року, коли Хуан Карлос Серіані створив нову версію футболу для змагань в YMCA. У Бразилії ця версія футболу розвинулась на вулицях Сан-Паулу, і згодом були впорядковані нові правила. Цей вид спорту почав поширюватись усією територією Південної Америки, а його популярність привела до появи керівного органу під назвою Міжнародна федерація футзалу (FIFUSA — Federación Internacional de Fútbol de Salón) разом з організацією чемпіонатів світу. Перший чемпіонат світу під егідою FIFUSA був проведений у Сан-Паулу 1972 року, чемпіонами стали господарі турніру команда Бразилії. Ще більша кількість країн взяла участь у другому Чемпіонаті світу в Мадриді 1985 року.
Невдовзі, ФІФА розпочала проводити свої власні змагання з футзалу та використовувати в них свої власні правила гри. Відповідно до нових правил ФІФА, була покращена технічна сторона гри для гравців та глядачів. Суддя на лінії був замінений помічником судді і була дозволена необмежена кількість замін. Був запроваджений спеціальний розмір футбольного м'яча — Futsal. Його вага близька до "стандартного" розміру 5, але було зменшено окружність та значно знижено показники відскоку (майже в 3 рази порівняно з розміром 5), що дало можливість пришвидшити гру в умовах залів і забивати голи головою.
Відносини ФІФА із членами своєї організації дозволили більшій кількості країн поширити в себе футзал. Уперше ФІФА провела свій власний Чемпіонат світу з футболу в закритих приміщеннях 1989 року в Роттердамі, Голландія. 1992 року був проведений Чемпіонат світу з футзалу під егідою ФІФА в Гонконзі, а з 1996 року змагання почали називати Чемпіонат світу з футзалу. Іспанія поклала кінець домінуванню Бразилії в цих змаганнях, ставши чемпіонами двічі поспіль 2000 та 2004 року. На останньому Чемпіонаті світу з футзалу в Ріо-де-Жанейро чемпіонами знову стали бразильці.
2002 року члени Панамериканської федерації з футзалу (PANAFUTSAL — The Pan-American Futsal Confederation) сформували Всесвітню асоціацію футзалу (AMF — World Futsal Association), міжнародний регулюючий орган, незалежний від ФІФА. ФІФА та AMF обидві продовжують використовувати свої власні правила гри.

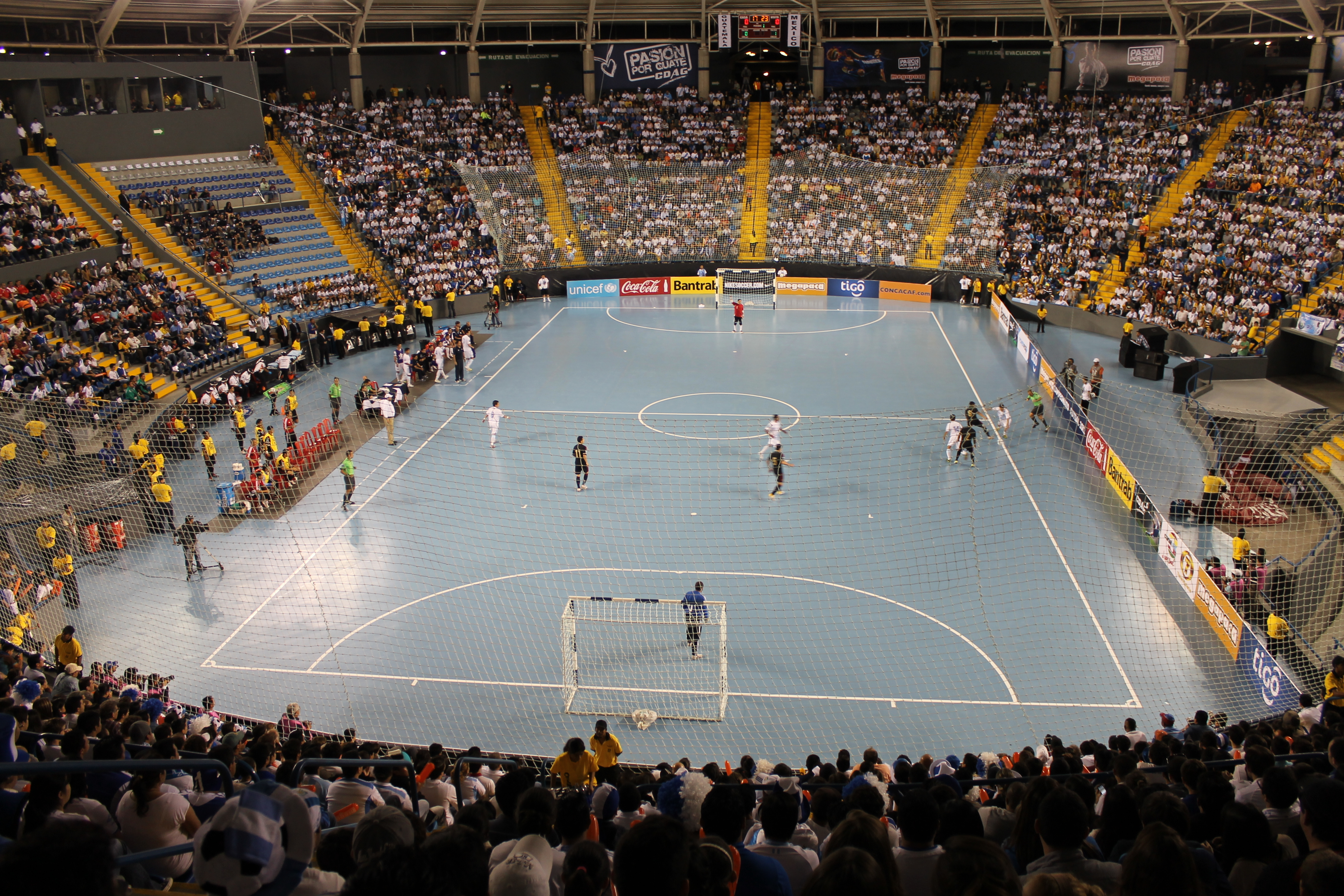
Загальний вигляд поля для футзалу

Футзал під егідою AMF має спільні корені з футзалом під егідою ФІФА. Поділ на два різних види спорту відбувся в 1980-і роки, коли ФІФА спробувала отримати контроль над футболом у залах і в неї виникли суттєві розбіжності з PANAFUTSAL і FIFUSA. ФІФА заборонила використання слова «футбол» для іменування футболу в залі у версії PANAFUTSAL і FIFUSA. Через це на конгресі FIFUSA 1985 року в Мадриді було прийнято рішення використовувати слово «futsal» («футзал»). Незабаром ФІФА також почала використовувати це слово. Представники FIFUSA і країн-членів PANAFUTSAL неодноразово зустрічалися з представниками ФІФА, але досягти домовленості їм не вдалося.

## Правила
Як міжнародні керівні органи, ФІФА та AMF відповідальні за підтримку та промульгацію офіційних правил своїх власних варіантів футзалу. Подібно футболу, футзал має свої правила, які визначають усі аспекти гри разом з можливістю змін з урахуванням місцевих матчів та чемпіонатів. Правила гри з футзалу містять 17 пунктів.

### Гравці, екіпірування та суддівство
Кожна команда складається з 5 гравців, один з яких це воротар. Максимальна кількість запасних гравців 7 з необмеженою кількістю замін під час гри. Заміни можуть відбуватись навіть тоді, коли м'яч перебуває в грі. Коли команда має менше, ніж три футболісти в команді, матч скасовують.
Екіпірування футболістів складається з футболки з рукавами, шортів, гетрів, щитків, виготовлених з гуми або пластику і взуття на гумовій підошві. Воротар може носити спортивні штани, його екіпірування має бути іншого кольору, щоб відрізнити його від інших гравців своєї команди та судді. Носити ювелірні вироби під час гри заборонено, як й інші предмети, які можуть становити небезпеку іншим гравцям.
Матч проводить суддя, який забезпечує дотримання правил гри, і лише головний суддя має право перервати матч у разі перешкоди проведенню матчу ззовні. Допомогу головному судді надає його помічник. Рішення, що приймають судді остаточні, і можуть бути змінені в разі, якщо судді вважають це необхідним, коли гру ще не поновлено. Окрім них матч обслуговує ще третій суддя та суддя-хронометрист, який має все необхідне для ведення обліку порушень у матчі. У разі заподіяння травми судді або його помічнику, третій арбітр може замінити другого.

### Поле
Майданчик виготовляють з деревини або синтетичного матеріалу, також можуть бути використані будь-які рівні, гладкі, не абразивні матеріали. Довжина майданчика під час проведення міжнародних змагань варіюється в діапазоні 38-42 м, ширина 18-25 м. Під час проведення інших матчів вона може становити 25-42 м у довжину та 15-25 м у ширину. Висота стелі має бути не менше 4 м. Ворота прямокутної форми розташовуються посередині кожної лінії воріт. Відстань між внутрішніми краями стійок воріт має бути 3 м одна від одної, а нижня частина поперечини воріт має бути на висоті 2.2 м над поверхнею майданчика. Сітка, виготовлена з коноплі, джуту або нейлону, кріпиться до задньої частини поперечини та стійок воріт. Нижня частина сітки прикріплюється до закругленої труби або іншими придатними способами кріплення. Товщина воріт у верхній частині 80 см та 1 м у нижній.
Перед кожними воротами розташований штрафний майданчик. Лінію, що позначає край штрафного майданчика, називають - лінія штрафного майданчика. У районі штрафного майданчика воротарю дозволено торкатися м'яча руками. Знак для пробивання пенальті розташований на відстані 6 м від лінії воріт по центру футбольних воріт. Інший знак для пробивання штрафного удару розташований на відстані 10 м від лінії воріт по центру футбольних воріт. Пенальті з відстані 6 м призначають у разі порушення правил у зоні штрафного майданчика. Пенальті з відстані 10 м призначають у випадку, коли футболісти однієї команди зробили шість порушень правил. Вільний удар виконують з другої штрафної позначки, розташованої на відстані 10 м від лінії воріт.

### Тривалість гри
Стандартний матч складається з двох рівних таймів по 20 хвилин кожний. Тривалість кожного тайму може бути збільшена, щоб дати можливість виконати пенальті або штрафний удар проти команди, гравці якої здійснили більш ніж 5 порушень правил. Перерва між двома таймами не може перевищувати 15 хвилин.
Під час деяких матчів, коли гра може закінчитися нічиєю, переможця визначають трьома способами: м'яч, забитий у гостях, додатковий тайм та виконання пенальті. М'яч, забитий у гостях, означає, що коли команди зіграли внічию вдома та на виїзді, гол, забитий у гостьовому матчі рахують за два. Додатковий час складається з двох таймів тривалістю 5 хвилин. Якщо переможець не визначиться в додатковий час, пробиваються 5 пенальті футболістами кожної команди; команда, яка забила більше, стає переможцем. Якщо після виконання 5 пенальті переможця не виявлено, кожна команда продовжує виконувати по одному пенальті доти, доки одна з команд не заб'є більше, ніж інша. На відміну від додаткового часу, голи, забиті в серії пенальті, не зараховують до голів, забитих упродовж матчу.

### Початок та поновлення гри
На початку матчу підкинута вгору монета визначає, хто розпочне гру. Введення м'яча в гру із центра поля сигналізує про початок матчу, а також його використовують для початку другого тайму та кожного додаткового періоду. Цю процедуру виконують щоразу після забитого м'яча, коли інша команда розпочинає гру із центра поля. Після тимчасової зупинки гри з будь-якої причини, не передбаченої Правилами гри, суддя вводить м'яч у гру в тому місці, де гра була зупинена за умови, що до зупинки м'яч перебував у грі і не перетнув бокову лінію майданчика чи лінії воріт.
Якщо м'яч іде за лінію воріт або бокову лінію, потрапляє в стелю, чи гра була зупинена арбітром матчу, м'яч перебуває поза грою. Якщо м'яч потрапляє в стелю приміщення, гру поновлюють ударом на користь команди, суперник якої останнім торкнувся м'яча в тому місці, звідки вона потрапила в стелю.

### Порушення правил
Штрафний удар може бути призначений на користь команди суперника, якщо гравець спробував чи зробив підніжку своєму супернику, увійшов у підкат(спробу підкату не враховують як порушення) штовхнув, смикнув чи насів на свого опонента, ударив чи спробував вдарити свого суперника. Затримка це порушення, яке карають штрафним ударом. Усі порушення правил накопичуються. Прямий штрафний удар виконують там, де трапилось порушення, за винятком, якщо порушення було вчинене проти гравця команди, що захищається у своєму штрафному майданчику. У такому разі вільний удар може бути виконаний з будь-якого місця всередині штрафного майданчика. Пенальті призначають у разі, коли футболіст зробив відповідне порушення правил у межах свого штрафного майданчика.
Непрямий вільний удар надають протилежній команді, коли воротар випустив м'яч зі своїх рук, а потім знову торкнувся його руками, якщо він взяв м'яч у руки, коли передачу йому віддав його партнер по команді, або він контролює м'яч на своїй половині поля більш ніж 4 секунди. Непрямий вільний удар також надають протилежній команді, якщо футболіст грає небезпечно, навмисно блокує свого опонента, заважає воротарю суперників вести м'яч у гру руками, або що-небудь ще, коли гра зупиняється для попередження або видалення футболіста. Штрафний удар виконують з місця, де відбулось порушення.
Жовті та червоні картки також використовують у футзалі. Жовта картка - це попередження футболістам за їх дії, а якщо вони отримують дві, їм показують червону картку, після якої вони покидають поле. Жовту картку показують у разі, коли гравець проявляє неспортивну поведінку, незгоду, чинить постійні порушення Правил гри, затримує поновлення гри, не дотримується належної відстані від футболіста команди суперника, коли м'яч знову вводять у гру, порушує процедуру заміни, виходить на поле або коли його полишає без дозволу судді. Футболісту показують червону картку і видаляють з поля в разі серйозного порушення Правил гри, агресивної поведінки, плювків на іншу особу, навмисної гри в м'яч руками в межах свого штрафного майданчика, щоб не дати суперникам забити гол (за винятком воротаря в межах свого штрафного майданчика). Також карається червоною карткою затримка суперника, що наближається до воріт і отримує можливість забити гол. Гравець, якому показали червону картку, повинен залишити поле. Запасний гравець може вийти на майданчик через дві хвилини після того, як його партнер по команді залишив поле. Якщо команда з п'яти гравців забила команді, в якої менше ніж 5 футболістів, інший гравець може розпочати гру з командою, в якої менше ніж 5 футболістів. Якщо кількість футболістів у командах однакова, коли забивається м'яч, або коли команда з меншою кількістю футболістів забиває гол, обидві команди залишаються з тією ж кількістю гравців.

## Збірна України
Збірна України з футзалу це одна з провідних команд Європи і світу, двічі здобувала срібні медалі Чемпіонатів Європи з футзалу, завоювала бронзову нагороду на Чемпіонату Світу з футзалу 2024 року, а нападник збірної Сергій Корідзе двічі ставав найкращим бомбардиром Чемпіонатів Європи. Студентська збірна України з футзалу двічі вигравала Чемпіонат Світу з футзалу серед студентів, а також декілька разів входила до числа призерів. На чемпіонаті Європи 2005 року в Чехії збірна України посіла 4 місце, а на Чемпіонаті Світу з футзалу поділила 5-6 місця. За підсумками відбірних матчів, збірна України забезпечила собі участь у чемпіонаті Європи з футзалу 2007 року в Португалії.

## Основні відмінності в правилах футболу і футзалу
| Правило               | Футбол | Футзал |
| --------------------- | --- | --- |
| Поле                  | Просто неба, покриття поля — трава. Розміри приблизно 100*60 метрів.                                                                                | У залі, покриття поля — паркет (або інше схоже). Розміри приблизно 40 * 20 метрів.                                                                         |
| Ворота                | Розміри 8 ярдів (7.32 метри) * 8 футів (2.44 метри).                                                                                                | Розміри 3 * 2 метри. |
| М'яч                  | Розмір 5 | Розмір Futsal (менший, зі зниженим відскоком) |
| Час                   | Два тайми по 45 хвилин «брудного» часу. | Два тайми по 20 хвилин «чистого» часу (ураховують тільки час, коли м'яч перебуває в грі).                                                                  |
| Заміни                | Під час гри дозволено зробити не більше 5-ти замін. Гравець, якого було замінено, не може знову вийти на поле. Для проведення заміни гру зупиняють. | Під час гри дозволено робити будь-яку кількість замін. Гравець, якого було замінено, може знову вийти на поле. Заміни дозволено робити не перериваючи гри. |
| Аути та вільні удари. | Коли м'яч виходить за лінію воріт, воротар виконує вільний удар ногою. М'яч з ауту вводять у гру руками.                                            | Коли м'яч виходить за лінію воріт, воротар вкидає його в поле рукою. М'яч з ауту вводять у гру ногою.                                                      |